# 안쇼쿠촌
안쇼쿠촌(安飾村)은 이바라키현 니하리군에 일찍이 존재했던 촌이다.

## 지리
- 현재의 가스미가우라시 남동부에 해당한다.
- 촌은 가스미가우라호 서쪽 해안에 위치해 있다.

## 역사
- 1889년 4월 1일 - 정촌제 시행에 의해 니하리군 사가촌이 성립하였다.
- 1955년 2월 11일 - 시모오쓰촌, 미나미촌, 우시와타촌, 시시코촌과 합병해 데시마정이 성립하여, 안쇼쿠촌은 폐지되었다.

## 인구
| 1891년 | 2,287 |
| 1920년 | 2,586 |
| 1935년 | 2,700 |
| 1950년 | 3,239 |

## 참고문헌
- 角川日本地名大辞典編纂委員会『가도카와 일본 지명 대사전 8 茨城県』、가도카와 쇼텐、1983年 ISBN 4040010809
- 日本加除出版株式会社編集部『全国市町村名変遷総覧』、日本加除出版、2006年、ISBN 4817813180